# Гратилиан
Гратилиан или Грацилиан (лат. Gratilianus, Gracilianus; род. в Falerii Novi, III век, умер там же 12 августа 269 года) — святой мученик. День памяти — 12 августа.
Святой Гратилиан, пострадавший будучи юношей во времена гонений 269 года, почитается святым покровителем Бассано-Романо и епархиального Итальянского католического действия в Чивита-Кастеллана.

## Жизнеописание
Святой Гратилиан жил в Римской империи во времена Тетрархии, когда императором Диоклетианом предпринимались большие усилия по охране территории огромного государства от набегов германцев и иных варваров. Св.Гратилиан происходил из благородной семьи, жившей в Фалерии Нови, его отец по имени Максимиан был другом губернатора города. Друг  св. Ланно, защитника Бассанелла, св.Гратилиан узнал о христианской вере, и без ведома родителей был крещён Евтихием, апостолом Тускьи. Однако в ту пору по повелению Диоклетиана ради восстановления религиозного единства Империи происходили жестокие гонения, направленные против христианства и восточных верований. Несмотря на просьбы родителей и губернатора св.Гратилиан отказался отречься от христианства. Он был схвачен, предстал перед трибуналом для первого допроса, после чего брошен в темницу. Однако в силу своего благородного происхождения он не мог был быть осуждён как простой плебей, так как в процессах над аристократами должен был лично участвовать император. Губернатор Фалерии направил императору письмо, спрашивая его совета, и тот ответил,  что если парень не отречётся от своей веры, то его надо осудить и приговорить к смерти. Между тем, в темнице св.Гратилиан обратил ко Господу и крестил Фелициссиму, девушку, слепую от рождения, которой, согласно преданию, было даровано зрение. В темнице св.Гратилиана посещали родители и знакомые, которые уговаривали его отречься от христианства ради спасения жизни, но он отказался. Наступил день суда, и видя, что ни св.Гратилиан, ни св.Фелициссима не отрекаются от веры, губернатор приказал воинам выбить им глаза и зубы камнями, после чего предать смерти.
12 августа 269 года на берегу потока "Река Чистилища" (Rio Purgatorio), протекавшего через Фратерии Нови (нынешняя Фабрика-ди-Рома) и Фратерии Ветерес (нынешняя Чивита-Кастеллана), свв.Гратилиан и Фелиwbссима были обезглавлены. На месте казни имеется источник, носящий имя св.Гратилиана. В том же году гонения прекратились, а губернатор, обвинённый в коррупции, был приговорён к смерти в Риме. Согласно преданию, через три дня после кончины, глухой ночью св.Гратилиан явился вместе со св.Фелициссимой ко своим родителям,  сообщив им о предстоящей смерти губернатора Фалерии.

## Почитание
Жители Бассано-Романо в знак признания св.Гратилиана покровителем своего города в 1546 году воздвигли храм в честь св.Гратилиана. 12 августа ими празднуется его память. Также он почитается покровителем епархиального отделения Католического действия, провозглашённого епископом Роберто Массимилиани 15 сентября 1951 года.

## Предание о почитании святого в Бассано-Романо
В 1489 году Гратилиан явился к отшельнику, охранявшему храм в КапраникаКапранике, где почивала глава святого, и велел доставить реликвию с Бассано-Романо. По прибытии в Бассано урна, содержавшая главу, открылась, и св.глава выпала из неё в том месте, где впоследствии был сооружён храм в честь святого. С тех пор почитающие святого отправляются в собор, куда приносят дары и обнимают бронзовую голову, представляющую святыню.